# Ziua în care muzica a murit
La 3 februarie 1959, trei cântăreți de rock and roll americani, Buddy Holly, Ritchie Valens și JP Richardson, au murit într-un accident aviatic lângă Clear Lake, Iowa, împreună cu pilotul Roger Peterson. Această zi a fost ulterior denumită The Day the Music Died (Ziua în care muzica a murit) de către Don McLean, în cântecul său „American Pie”.

## Accidentul
Puțin după ora 1:00 AM ora locală în ziua de 3 februarie, avionul a decolat de pe Aeroportul Municipal Mason City. În jurul orei 1:05, proprietarul companiei Dwyer Flying Service a observat cum luminile avionului încep să coboare spre sol.
Pilotul trebuia să-și declare planul de zbor imediat după decolare, dar Peterson nu a apelat turnul de control. Tentativele repetate ale lui Dwyer de a-l contacta au eșuat. Cum până la ora 3:30 AM, Aeroportul Hector din Fargo nu a fost contactat de Peterson, Dwyer a contactat autoritățile și a dat avionul dispărut.
În jurul orei 9:15 dimineața, Dwyer a decolat cu un alt avion mic pentru a zbura pe drumul pe care Peterson intenționa să-l urmeze. La scurt timp, Dwyer a observat resturile avionului într-un lan de porumb care îi aparținea lui Albert Juhl, la aproximativ 8 km nordvest de aeroport (43°13′12″N 93°23′0″V / 43.22000°N 93.38333°V). Carroll Anderson, care îi condusese cu mașina pe artiști la aeroport și a fost martor la decolare, a făcut identificarea oficială a rămășițelor acestora.
Avionul era într-un unghi îndreptat în jos și înclinat spre dreapta când a lovit solul la o viteză de aproximativ 270 km/h. Avionul s-a răsturnat și a mai alunecat alți 170 m pe gheață înainte de a se opri într-un gard de sârmă de la marginea proprietății lui Juhl. Trupurile lui Holly și Valens se aflau lângă avion, Richardson fusese aruncat peste gard în lanul de porumb învecinat, iar Peterson rămăsese în interior. Toți cei patru au murit imediat din cauza traumelor masive la cap, a declarat medicul legist Ralph Smiley.
Anchetatorii au concluzionat că prăbușirea a fost cauzată de o combinație între o eroare de pilotaj și vremea nefavorabilă. Peterson nu era calificat încă să piloteze în condiții meteo în care avionul se pilotează doar pe baza instrumentelor și fără informații vizuale. Raportul final al Civil Aeronautics Board a arătat că Peterson făcuse cursurile de pilotaj cu instrumente pe avioane echipate cu giroorizont cu orizont artificial, diferit total de giroorizontul de pe avionul Bonanza. Cele două tipuri de instrument indică poziția avionului în zbor într-o manieră total opusă; comisia de anchetă a considerat că aceasta l-ar fi putut face pe Peterson să creadă că urcă atunci când el de fapt cobora. S-a descoperit și că Peterson nu a fost avertizat corespunzător privind condițiile meteo de pe traseu, informații care, date fiind limitările cunoscute și de el, ar fi putut să-l determine să amâne zborul.

## Monumente

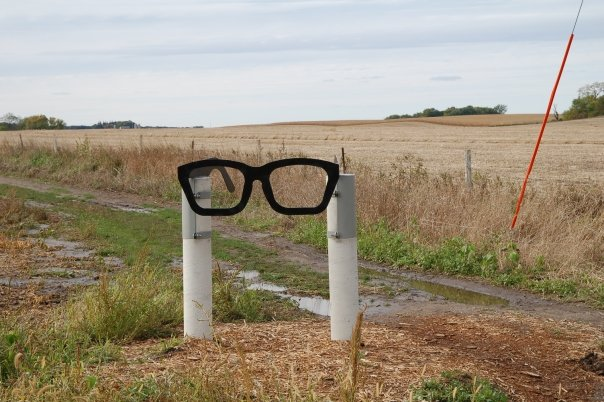
Semnul de forma ochelarilor lui Buddy Holly, de lângă locul prăbușirii avionului de la Clear Lake

În 1988, Ken Paquette, un admirator din Wisconsin al muzicii anilor 1950, a construit un monument din inox ce reprezintă o chitară de oțel și trei discuri, fiecare disc cu numele câte unuia dintre cei trei cântăreți. Monumentul se află pe un teren agricol proprietate privată, la aproximativ patru sute de metri vest de intersecția dintre Strada 315 și Gull Avenue, la 8 km nord de Clear Lake. În zona de acces spre locul prăbușirii se află un semn în formă de ochelari. Paquette a creat și el un monument similar din oțel în memoria cântăreților, aflat lângă Riverside Ballroom din Green Bay, Wisconsin, unde cântaseră Holly, Richardson și Valens în noaptea de 1 februarie 1959. Acest al doilea monument a fost dezvelit în ziua de 17 iulie 2003. În februarie 2009, la locul prăbușirii a fost dezvelit un alt monument al lui Paquette în memoria pilotului Roger Peterson.